# Grande-Bretagne aux Jeux paralympiques d'été de 1960
La Grande-Bretagne participe aux Jeux paralympiques d'été de 1960 à Rome. Elle y remporte cinquante-cinq médailles : vingt en or, quinze en argent et vingt en bronze, se situant à la deuxième place des nations au tableau des médailles. La délégation britanniques regroupe 31 sportifs.